# Министерство здравоохранения Израиля
Министе́рство здравоохране́ния Изра́иля (ивр. משרד הבריאות‎, «Мисрад ха-Бриют») — одно из правительственных учреждений государства Израиль, отвечающее за вопросы здравоохранения в государстве Израиль.

## Области ответственности
Министерство здравоохранения отвечает:
- за систему здравоохранения в Израиле, в том числе больницы, клиники и медицинские учреждения, и тому подобное.
- за деятельность в области здравоохранения в Израиле, среди прочего — в области профилактической медицины, общественного здоровья, здоровья учащихся и государственных служащих, а также улучшения здоровья граждан.
- за лицензирование медицинских работников, контроль за практикой этих профессий в Израиле. К специалистам в этой области относятся, в частности, врачи, стоматологи, медсестеры, акушерки, фармацевты, терапевты, физиотерапевты, психологи, и многие другие.
- за осуществление контроля за деятельностью больничных касс в области национального медицинского страхования.
- за такие вопросы, как клинические исследования на людях и животных, контроль за деятельностью службы Маген Давид Адом, партнёрство с Министерством охраны окружающей среды по контролю вопросов окружающей среды, контроль за производством и импортом продуктов питания, лекарств и так далее.

Министерство здравоохранения является владельцем и управляющим крупнейших больниц страны. Бюджет министерства здравоохранения является третьим по величине бюджетом в правительстве (после Министерства обороны и Министерства образования, культуры и спорта). Тем не менее, Министерство здравоохранения не считается влиятельным министерством в составе правительства из-за большого числа реальных проблем и неспособности к существенным изменениям в области здравоохранения в течение короткого времени. Пост министра здравоохранения в целом не занимает ключевого положения, в частности из-за трудностей с политическими назначениями. Министерство здравоохранения остаётся одним из немногих министерств, главой которого является её генеральный директор, который всегда профессионал в соответствующем местном отделении по медицине. Обычно директором назначается один из администраторов государственных больниц или основных медицинских работников. Роль генерального директора министерства здравоохранения в последние годы[когда?], стала менее привлекательной, что создаёт трудности в поиске подходящих кандидатов, которые могут быть заинтересованы в этой должности.

## Список министров здравоохранения
Список составлен на основании официальных данных правительства Израиля:
| Номер | Имя                  | Партия                         | Сроки                       |
| ----- | -------------------- | ------------------------------ | --------------------------- |
| 1     | Хаим Моше Шапира     | Объединённый религиозный фронт | 14/5/1948 — 8/10/1951       |
| 2     | Йосеф Бург           | Ха-Поэль ха-Мизрахи            | 8/10/1951 — 24/12/1952      |
| 3     | Йосеф Сапир          | Партия общих сионистов         | 24/12/1952 — 29/12/1953     |
| 4     | Йосеф Серлин         | Партия общих сионистов         | 29/12/1953- 29/6/1955       |
| 5     | Дов Йосеф            | Мапай                          | 29/6/1955 — 3/11/1955       |
| 6     | Исраэль Барзилай     | Мапам                          | 3/11/1955 — 2/11/1961       |
| 7     | Хаим Моше Шапира     | Объединённый религиозный фронт | 2/11/1961 — 12/1/1966       |
| 8     | Исраэль Барзилай     | Мапам                          | 12/1/1966 — 15/12/1969      |
| 9     | Хаим Гвати           | Маарах                         | 22/12/1969 — 27/7/1970      |
| 10    | Виктор Шем-Тов       | не депутат Кнессета            | 27/7/1970 — 20/6/1977       |
| 11    | Элиэзер Шостак       | Ликуд                          | 20/6/1977 — 13/9/1984       |
| 12    | Мордехай Гур         | Маарах                         | 13/9/1984 — 20/10/1986      |
| 13    | Шошана Арбели        | Маарах                         | 20/10/1986 — 22/12/1988     |
| 14    | Яаков Цур            | Маарах                         | 22/12/1988 — 15/3/1990      |
| 15    | Ицхак Шамир          | Ликуд                          | 15/03/1990 — 06/11/1990     |
| 16    | Эхуд Ольмерт         | Ликуд                          | 11/6/1990 — 13/7/1992       |
| 17    | Хаим Рамон           | Авода                          | 13/7/1992 — 8/2/1994        |
| 18    | Ицхак Рабин          | Авода                          | 8/2/1994 — 1/6/1994         |
| 19    | Эфраим Снэ           | Авода                          | 1/6/1994 — 18/6/1996        |
| 20    | Цахи Ханегби         | Ликуд                          | 18/6/1996 — 12/11/1996      |
| 21    | Иехошуа Маца         | Ликуд                          | 12/11/1996 — 6/7/1999       |
| 22    | Шломо Бенизри        | ШАС                            | 6/7/1999 — 11/7/2000        |
| 23    | Рони Мило            | Партия Центра                  | 10/8/2000 — 7/3/2001        |
| 24    | Ниссим Дахан         | ШАС                            | 7/3/2001 — 23/5/2002        |
| 25    | Ариэль Шарон         | Ликуд                          | 23/5/2002 — 3/6/2002        |
| 26    | Ниссим Дахан         | ШАС                            | 3/6/2002 — 28/2/2003        |
| 27    | Дани Наве            | Ликуд                          | 28/2/2003 — 14/1/2006       |
| 28    | Яаков Эдри           | Кадима                         | 18/1/2006 — 4/5/2006        |
| 29    | Яаков Бен-Изри       | Гиль                           | 4/5/2006 — 31/3/2009        |
| 30    | Биньямин Нетаньяху   | Ликуд                          | 31/3/2009 — 18/3/2013       |
| 31    | Яэль Герман          | Йеш Атид                       | 18/3/2013 — 4/12/2014       |
| —     | Биньямин Нетаньяху   | Ликуд                          | 14/5/2014 — 27/8/2015       |
| 32    | Яаков Лицман         | Яхадут ха-Тора                 | 27/8/2015 — 29/12/2019      |
| 33    | Йоэль Эдельштейн     | Ликуд                          | 17/5/2020 — 13/6/2021       |
| 34    | Ницан Горовиц        | Мерец                          | 13/6/2021 — 29/12/2022      |
| 35    | Арье Дери            | ШАС                            | 29/12/2022 — 24/1/2023      |
| 36    | Йоав Бен-Цур (и. о.) | ШАС                            | 24 января — 19 апреля 2023  |
| 37    | Моше Арбель          | ШАС                            | 19 апреля — 12 октября 2023 |
| 38    | Уриэль Бусо          | ШАС                            | 12 октября 2023 — н. в.     |